# سكوت دانيلز (لاعب هوكي الجليد)
سكوت دانيلز هو لاعب هوكي الجليد كندي، ولد في 19 سبتمبر 1969 في برينس ألبرت في كندا.

## وصلات خارجية
- سكوت دانيلز على موقع دوري الهوكي الوطني (الإنجليزية)
- سكوت دانيلز على موقع EliteProspects.com (الإنجليزية)
- سكوت دانيلز على موقع HockeyDB.com (الإنجليزية)
- سكوت دانيلز على موقع Hockey-Reference.com (الإنجليزية)